# Gołąbek czerwony
Gołąbek czerwony (Russula pungens Beardslee) – gatunek grzybów należący do rodziny gołąbkowatych (Russulaceae).

## Systematyka i nazewnictwo
Pozycja w klasyfikacji według Index Fungorum: Russula, Russulaceae, Russulales, Incertae sedis, Agaricomycetes, Agaricomycotina, Basidiomycota, Fungi.
Po raz pierwszy opisał go w 1918 roku Henry Curtis Beardslee. Franciszek Kwieciński w 1986 r. nadał mu polską nazwę serojeszka czerwona. W 1991 r. Alina Skirgiełło w 1991 r. opisała gatunek Russula rubra (Fr.) Fr. ss Bres., nadając mu nazwę gołąbek czerwony, zaś Władysław Wojewoda w 2003 r. uznał go za synonim Russula pungens. Według Index Fungorum jednak Russula rubra to synonim kilku różnych gatunków, ale nie Russula pungens.

## Morfologia
Kapelusz
Średnica 4–10 cm, mięsisty, jędrny, początkowo półkulisty, potem rozpostarty, nieco podgięty. Powierzchnia matowa, sucha, szorstko filcowata, karminowa, jasnoamarantowa, na brzegu jaśniejsza, różowa. Brzeg tępy, gładki, skórka przyrośnięta, ale w czasie deszczu dająca się odedrzeć.
Blaszki
Przyrośnięte do nico zbiegających, rozwidlone lub z anastomozami i nielicznymi blaszeczkami, o szerokości około 7 mm, początkowo białe, potem ciemniejsze, nawet jasnoochrowe, przy brzegu kapelusza zaokrąglone.
Trzon
Wysokość 3,5–6,5 cm, grubość 1–2,5 cm, walcowaty lub maczugowaty, początkowo pełny, potem pusty. Powierzchnia szorstka, biała, bardzo rzadko ze śladami czerwonego nalotu, dołem brudnopopielata.
Miąższ
Gruby, jędrny, kruchy, biały, pod skórką czerwony, bez zapachu, lub o bardzo słabym, owocowym. Smak ostry.
Wysyp zarodników
Ochrowy.
Cechy mikroskopowe;
Zarodniki 7–10 × 6–9 µm, szeroko elipsoidalne, brodawkowato-grzebieniaste z wyraźną łysinką. Podstawki 30–52 × 9–11 µm. Cystydy wrzecionowate 45–110 × 7–12 µm. W skórce liczne pilocystydy.

## Występowanie i siedlisko
Alina Skirgiełło w 1991 r. podała, że występuje w różnych miejscowościach w Polsce, W. Wojewoda w 2003 r. przytoczył trzy stanowiska, w późniejszych latach podano następne.
Naziemny grzyb mykoryzowy występujący w lasach liściastych, iglastych i mieszanych. Grzyb niejadalny.